# 克雷姆灵 (科罗拉多州)
克雷姆灵（英語：Kremmling），是美国科罗拉多州格兰德县下属的一座城市。建市于1904年5月14日，面积大约为1.32平方英里（3.419平方公里）。根据2010年美国人口普查，该市有人口1,444人。2011年估计该市有人口1,414人，相比2010年人口增长率为-2.08%。同时，论人口该市是科罗拉多州第128大城市。